# 山本公一
山本公一（1947年9月4日—2023年10月31日），日本政治家、企業家，出身於愛媛縣宇和島市，為自民黨的眾議院議員議員（8次當選）。在自民黨內屬於谷垣集團（有鄰會）。
歷任總務副大臣（第2次小泉改造內閣、第3次小泉內閣）、沖繩及北方問題相關特別委員長、國家基本政策委員長、愛媛縣議會議員（1期）等職位。
企業界出身。1970年進入關西汽船工作。1981年，就任盛運汽船取締役社長。之後歷任宇和島有線電視台取締役、愛媛經濟同友會幹事。
父親是曾擔任宇和島市市長、眾議院議員的山本友一。

## 荣誉

### 日本勋章奖章
- 旭日大绶章（2022年4月29日公布[1]）

## 外部連結
- 官方網站 （页面存档备份，存于）

| 議會席位                 | 議會席位                                           | 議會席位             |
| ------------------------ | -------------------------------------------------- | -------------------- |
| 前任： 山本拓            | 確立政治倫理及修改公職選舉法相關特別委員長 2016年— | 繼任： 現職          |
| 前任： 古賀一成          | 眾議院國家基本政策委員長 2012年—2014年             | 繼任： 宮路和明      |
| 前任： 藤村修            | 沖繩及北方問題相關特別委員長 2009年—2010年         | 繼任： 北村誠吾      |
| 前任： 佐々木秀典        | 眾議院內閣委員長 2003年—2004年                     | 繼任： 松下忠洋      |
| 官衔                     |                                                    |                      |
| 前任： 田端正廣 山口俊一 | 總務副大臣 2004年—2005年                           | 繼任： 菅義偉 山崎力 |